# Like a Bird
Like a Bird (englisch für wie ein Vogel) ist ein Lied von Adrian Quesada und Abraham Alexander, das im August 2024 erschien. Es ist Teil des Soundtracks zum Film Sing Sing. Das Lied erhielt bei der Oscarverleihung 2025 eine Nominierung für den besten Filmsong.

## Veröffentlichung
Der Film Sing Sing feierte am 10. September 2023 seine Weltpremiere auf dem Toronto International Film Festival, dort war Like a Bird als Teil des Soundtracks zum ersten Mal zu hören. Im August 2024 erfolgte die Veröffentlichung als Single, sowie auch als Teil des Soundtrack-Albums beim Musiklabel der Filmproduktionsgesellschaft A24.

## Inhalt
In dem Lied geht es um den Wunsch nach einer Erlösung und einer zweiten Chance. Darüber hinaus ist Mitgefühl ein zentrales Thema des Textes. Inhaltlich schließt sich der Text des Liedes an das Thema des Films an, der über ein Theaterprogramm in dem namensgebenden Hochsicherheitsgefängnis Sing Sing handelt.

## Auszeichnungen
Das Lied wurde bei der Oscarverleihung 2025 als bester Filmsong nominiert. Der Film erhielt zwei weitere Nominierungen für das beste adaptierte Drehbuch und Calman Domingo als bester Hauptdarsteller.
Im Februar 2025 wurde Like a Bird zudem mit dem Guild of Music Supervisors Award als bester Filmsong ausgezeichnet.